# Teatro Verdi (Trieste)
Pour les articles homonymes, voir Teatro Verdi.
Le Teatro lirico Giuseppe Verdi, principal théâtre de Trieste, est un opéra du XIXe siècle.

## Historique

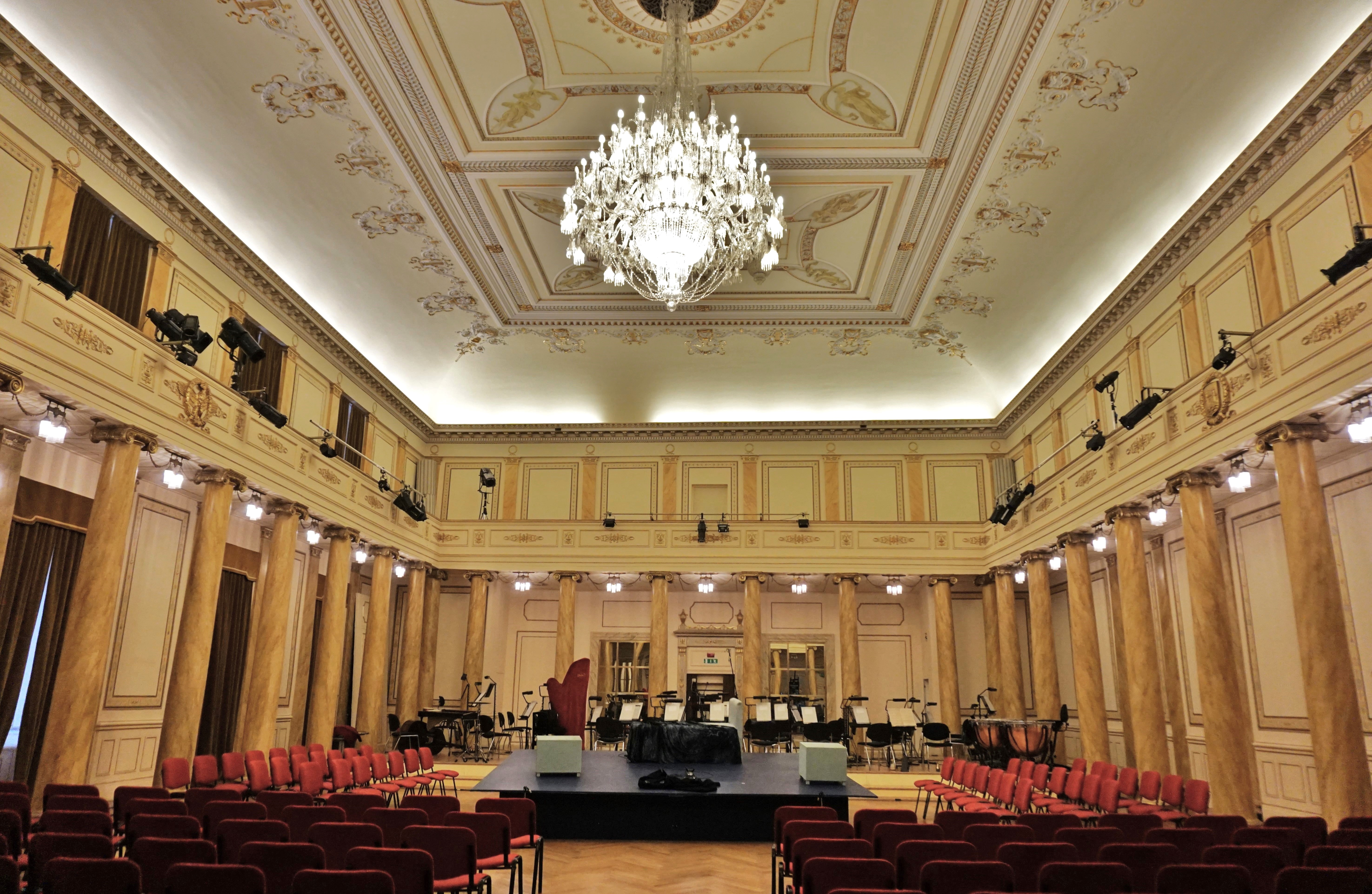
Salle de bal ou Ridotto.

À la fin du XVIIIe siècle, le besoin d'un nouveau théâtre à Trieste est devenu évident. Son théâtre principal, le Teatro di San Pietro, est devenu de plus en plus inadapté et est fermé en 1800. Une proposition de Giovanni Matteo Tommasini à la chancellerie autrichienne de construire un théâtre privé existait depuis 1795. En juin 1798, un contrat est établi selon lequel le financement annuel proviendrait de la municipalité, Tommasini détiendrait les droits sur plusieurs loges et les droits pour en vendre d'autres. Gian Antonio Selva, l'architecte de La Fenice à Venise, est engagé ; il conçoit un auditorium classique en forme de fer à cheval. Cependant, ses conceptions extérieures sont considérées comme trop simples pour les Autrichiens qui engagent un autre architecte, Matteo Pertsch, pour résoudre le problème, ce qu'il accomplit en incorporant des éléments de l'opéra de La Scala de Milan. L'influence de son maître, Giuseppe Piermarini, architecte de La Scala, se retrouve sur la façade principale. Le « Nuovo » devient un mélange de La Fenice à l'intérieur et de La Scala à l'extérieur.
Le théâtre est inauguré le 21 avril 1801 sous le nom de Teatro nuovo, remplaçant le plus petit Cesareo Regio Teatro di San Pietro de 800 places. Initialement, il compte 1 400 sièges. Il prend ensuite le nom de Teatro di Trieste. La première représentation est l'opéra Ginevra di Scozia de Simon Mayr. 
Plusieurs changements de nom ont lieu, le premier en 1821 lorsqu'il devient le Teatro Grande. C'est sous ce nom que le théâtre accueille deux premières d'opéra de Giuseppe Verdi  : Il corsaro en 1848 (avec la soprano Giuseppina Strepponi, que Verdi épouse en 1859, dans le rôle principal) et Stiffelio, une production que Verdi supervise - non sans controverse - en 1850. Avant ces créations, les opéras de Verdi dominent déjà la scène du Teatro Grande, suivis, au fil du siècle, par toutes les œuvres majeures du répertoire lyrique, y compris celles de Giacomo Puccini et de Richard Wagner.
Un autre changement de nom survient en 1861 en raison d'un changement de propriété privée à publique : il devient le Teatro Comunale et existe en tant que tel tout au long des dernières années du XIXe siècle. 
En 1881, le nombre de places assises est porté à 2 000 grâce à l'utilisation des places debout existantes, mais, en décembre, le théâtre est déclaré dangereux et il est fermé pour rénovation, au cours de laquelle l'électricité remplacé le gaz d'éclairage pour la réouverture en 1889 avec 1 000 places.
À l’étage de prestige de l’édifice se trouve l’antique salle de bal ou Ridotto construite par Tommasini en 1800 sur un projet de l’architecte Gian Antonio Selva. L'architecte triestin Eugenio Geiringer se charge en 1882 de sa rénovation en réduisant sa belle proportion rectangulaire, mais en conservant ses belles colonnes ioniques qui soutiennent une galerie. En 1884, la façade donnant sur la mer est refaite par Eugenio Geiringer, qui reprend la structure et les éléments de composition de la façade principale.
La nuit du 27 janvier 1901, le conseil municipal convoqué la nuit même de la mort de Giuseppe Verdi, décide dans une délibération extraordinaire de dédier au grand maestro le théâtre qui porte depuis le nom de Teatro lirico Giuseppe Verdi.
Il est largement restauré entre 1992 et 1997 et rouvert avec environ 1 300 places, avec un concert Viva Verdi  qui comprend des extraits de nombreux opéras du compositeur. Comme la restauration de La Scala entre 2001 et 2004, un lieu alternatif temporaire a été rapidement créé à Trieste et la Sala Tripcovich continue d'offrir un espace pour l'opéra de chambre et les opérettes.
Son Festival international d'opérette qui a lieu chaque été, est réputé, constituant une caractéristique majeure de la programmation du Teatro Verdi au cours des 40 dernières années, qui découle de l'occupation autrichienne originale de la ville au XIXe siècle et du fait que Trieste n'est devenue partie de l'Italie qu'en 1918,

## Premières
Le théâtre a vu les premières mondiales des opéras suivants :
- Ginevra di Scozia de Simon Mayr, 21 avril 1801
- Annibale in Capua de Antonio Salieri, 20 mai 1801[5]
- Ricciarda di Edimburgo de Cesare Pugni, 29 septembre 1832
- Enrico II de Otto Nicolai, 26 novembre 1839[6]
- Il corsaro de Giuseppe Verdi, 25 octobre 1848
- Stiffelio de Giuseppe Verdi, 16 novembre 1850
- Pittore e duca de Michael William Balfe, 21 novembre 1854.
- Nozze istriane d'Antonio Smareglia, 28 mars 1895

## Sources et références
- (it)/(en) Cet article est partiellement ou en totalité issu des articles intitulés en italien « Teatro Verdi (Trieste) » (voir la liste des auteurs) et en anglais « Teatro Lirico Giuseppe Verdi » (voir la liste des auteurs).

1. ↑  « Pour le distinguer de ceux moins illustres », Lynn, p. 82.
2. ↑  Lynn, p. 85.
3. 1 2  Lynn, p. 83
4. ↑  Theatre's website
5. ↑  Rice, John, Antonio Salieri and Viennese Opera, University of Chicago Press, 1998, p. 602.  (ISBN 0-226-71125-0)
6. ↑  donné à la première comme Rosmonda d'Inghilterra